# Altenhain (Laubach)
Altenhain ist ein Stadtteil der Stadt Laubach im mittelhessischen Landkreises Gießen und gleichzeitig der östlichste Ort des Landkreises.

## Geografische Lage
Der Ort, im bebauten Kern in einer Höhe von 360 bis 410 m an den Nordwestausläufern des Vogelsberges gelegen, hat in seiner Gemarkung den höchsten Berg des Landkreises Gießen, die Alte Höhe mit 535 m über NN. Von der 317,29 Hektar großen Gemarkung sind 72,4 ha bewaldet.

## Geschichte

### Mittelalter

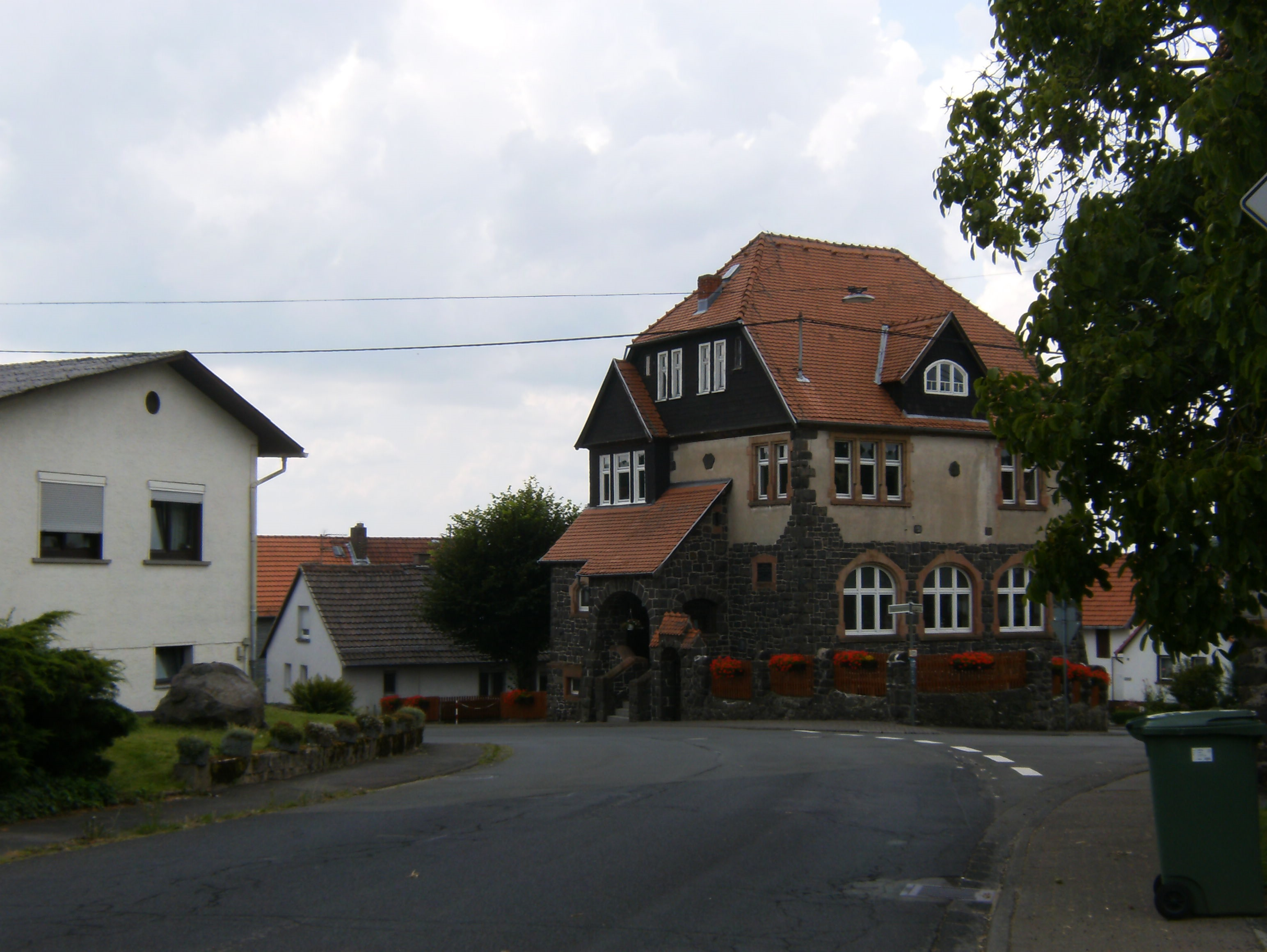
Die 1906 erbaute ehemalige Schule in Altenhain, heute genutzt als evangelische Kirche.

Die älteste bekannte urkundliche Erwähnung als Aldenhayn findet sich 1306 im Codex Diplomaticus des Valentin Ferdinand Gudenus. Dort heißt es "villarum Babinhusen ..., Pedirsheyn, Aldenheyn." 
Eine Urkunde von 1364 weist Altenhain als dem Gericht zu Bobenhausen zugehörig: "in deme gerichte czu Babenhusen ... czu ... Aldinhan." 1387 wird ein Einwohner von "Aldenhen" mit dem Namen "Egharden" (Eckhard) genannt. Eine Lagebeschreibung von 1592 gibt an: "... zwischen Selnrodt und dem Altenhain".
Der Ortsname wird nicht auf "Hain", sondern auf das mittelhochdeutsche Wort Hagen (Dornstrauch, umgrenzte Gemarkung und/oder Siedlung) bezogen. Ihre Einwohner hatten besondere Rechte oder Erleichterungen im Bezug auf ihre Abgaben und Dienste. Allerdings ist diese Deutung umstritten.
Im Jahr 1577 ist Altenhain als zum Kirchspiel Bobenhausen gehörig vermerkt.
Die Statistisch-topographisch-historische Beschreibung des Großherzogthums Hessen berichtet 1830 über Altenhain:

„Altenhain (L. Bez. Schotten; evangel. Filialdorf; liegt im Vogelsberg, 1 3⁄4 St. von Schotten, hat 53 Häuser und 271 evangel. Einw., so wie eine Kirche. Der Ort, der auf der Feldkrücker Höhe gelegen ist, kommt erst im 14. Jahrhundert vor.“

Früher zur Landgrafschaft Hessen-Darmstadt gehörend (Amt Ulrichstein, Gericht Bobenhausen), gelangte Altenhain im Jahr 1821 zum Landratsbezirk Schotten, wurde 1832 dem Kreis Nidda und 1838 dem Landkreis Grünberg zugeordnet, 1852 in den Kreis Schotten eingegliedert, 1938 in den Kreis Alsfeld und 1971 schließlich in den Kreis Gießen und vorübergehend in den von 1977 bis 1979 bestehenden Lahn-Dill-Kreis alten Zuschnitts.
Ab dem Jahr 1969 entstand am Steinköppel ein Wochenendhausgebiet mit 98 Parzellen.
Im Zuge der Gebietsreform in Hessen wurde die Gemeinde Altenhain am 31. Dezember 1971 auf freiwilliger Basis in die Stadt Laubach eingegliedert. Damit erfolgte gleichzeitig der Wechsel vom Landkreis Alsfeld in den Landkreis Gießen. Für Althenhain, sowie für alle ehemals eigenständigen Gemeinden und die Kernstadt von Laubach wurde je ein Ortsbezirk gebildet.
Auf der Alten Höhe zwischen Altenhain und dem Ulrichsteiner Ortsteil Wohnfeld befindet sich seit dem Jahr 2000 der Windpark Alte Höhe mit derzeit zwölf Windkraftanlagen.

### Verwaltungsgeschichte im Überblick
Die folgende Liste zeigt die Staaten und Verwaltungseinheiten, denen Altenhain angehört(e):
- vor 1567: Heiliges Römisches Reich, Landgrafschaft Hessen, Amt Ulrichstein
- ab 1567: Heiliges Römisches Reich, Amt Ulrichstein (Söhne der Margarethe von der Saale)[13]
- ab 1570: Heiliges Römisches Reich, Landgrafschaft Hessen-Marburg, Amt Ulrichstein, Gericht Bobenhausen
- 1604–1648: Heiliges Römisches Reich, strittig zwischen Landgrafschaft Hessen-Darmstadt und Landgrafschaft Hessen-Kassel (Hessenkrieg)
- ab 1604: Heiliges Römisches Reich, Landgrafschaft Hessen-Darmstadt, Amt Ulrichstein, Gericht Bobenhausen[14]
- 1787: Heiliges Römisches Reich, Landgrafschaft Hessen-Darmstadt, Oberfürstentum Hessen, Amt Ulrichstein, Gericht Bobenhausen[15]
- ab 1806: Großherzogtum Hessen,[Anm. 2] Fürstentum Oberhessen, Oberamt Alsfeld, Amt (und Gericht ab 1803) Ulrichstein[16][17]
- ab 1815: Großherzogtum Hessen, Provinz Oberhessen, Amt Ulrichstein[18]
- ab 1821: Großherzogtum Hessen, Provinz Oberhessen, Landratsbezirk Schotten[19][Anm. 3]
- ab 1832: Großherzogtum Hessen, Provinz Oberhessen, Kreis Nidda
- ab 1838: Großherzogtum Hessen, Provinz Oberhessen, Kreis Grünberg
- ab 1848: Großherzogtum Hessen, Regierungsbezirk Gießen
- ab 1852: Großherzogtum Hessen, Provinz Oberhessen, Kreis Schotten
- ab 1867: Norddeutscher Bund,[Anm. 4] Großherzogtum Hessen, Provinz Oberhessen, Kreis Schotten
- ab 1871: Deutsches Reich, Großherzogtum Hessen, Provinz Oberhessen, Kreis Schotten
- ab 1918: Deutsches Reich (Weimarer Republik), Volksstaat Hessen, Provinz Oberhessen, Kreis Schotten
- ab 1938: Deutsches Reich, Volksstaat Hessen, Landkreis Alsfeld[20][Anm. 5]
- ab 1945: Amerikanische Besatzungszone,[Anm. 6] Groß-Hessen, Regierungsbezirk Darmstadt, Landkreis Alsfeld
- ab 1946: Amerikanische Besatzungszone, Hessen, Regierungsbezirk Darmstadt, Landkreis Alsfeld
- ab 1949: Bundesrepublik Deutschland, Hessen, Regierungsbezirk Darmstadt, Landkreis Alsfeld
- ab 1972: Bundesrepublik Deutschland, Hessen, Regierungsbezirk Darmstadt, Landkreis Gießen, Stadt Laubach[Anm. 7]
- ab 1977: Bundesrepublik Deutschland, Hessen, Regierungsbezirk Darmstadt, Lahn-Dill-Kreis, Stadt Laubach
- ab 1979: Bundesrepublik Deutschland, Hessen, Regierungsbezirk Darmstadt, Landkreis Gießen, Stadt Laubach
- ab 1981: Bundesrepublik Deutschland, Hessen, Regierungsbezirk Gießen, Landkreis Gießen, Stadt Laubach

### Gerichte seit 1803
In der Landgrafschaft Hessen-Darmstadt wurde mit Ausführungsverordnung vom 9. Dezember 1803 das Gerichtswesen neu organisiert. Für die Provinz Oberhessen wurde das Hofgericht Gießen als Gericht der zweiten Instanz eingerichtet. Die Rechtsprechung der ersten Instanz wurde durch die Ämter bzw. Standesherren vorgenommen und somit war für Altenhain das Amt Ulrichstein zuständig.
Das Hofgericht war für normale bürgerliche Streitsachen Gericht der zweiten Instanz, für standesherrliche Familienrechtssachen und Kriminalfälle die erste Instanz. Die zweite Instanz für die Patrimonialgerichte waren die standesherrlichen Justizkanzleien. Übergeordnet war das Oberappellationsgericht Darmstadt.
Mit der Gründung des Großherzogtums Hessen 1806 wurde diese Funktion beibehalten, während die Aufgaben der ersten Instanz 1821–1822 im Rahmen der Trennung von Rechtsprechung und Verwaltung auf die neu geschaffenen Land- bzw. Stadtgerichte übergingen. Altenhain viel in den Gerichtsbezirk des „Landgerichts Schotten“.
Durch Verfügung des Großherzoglich Hessischen Ministeriums des Innern und der Justiz wurden am 1. Dezember 1838 Altenhain an den Bezirk des neu errichteten Landgerichts Ulrichstein abgetreten.
Anlässlich der Einführung des Gerichtsverfassungsgesetzes mit Wirkung vom 1. Oktober 1879, infolge derer die bisherigen großherzoglich hessischen Landgerichte durch Amtsgerichte an gleicher Stelle ersetzt wurden, während die neu geschaffenen Landgerichte nun als Obergerichte fungierten, kam es zur Umbenennung in „Amtsgericht Ulrichstein“ und Zuteilung zum Bezirk des Landgerichts Gießen. Am 15. Mai 1908 wurde Altenhain vom Bezirk des Amtsgerichts Ulrichstein abgetrennt und dem Bezirk des Amtsgerichts Laubach zugeteilt.
Am 1. Juli 1968 erfolgte die Auflösung des Amtsgerichts Laubach, die Gemeinde Altenhain wurde dem Amtsgericht Alsfeld, die restlichen Gemeinden des Sprengels dem Amtsgericht Gießen zugelegt.
Die übergeordneten Instanzen sind jetzt, das Landgericht Gießen, das Oberlandesgericht Frankfurt am Main sowie der Bundesgerichtshof als letzte Instanz.

## Bevölkerung

### Einwohnerstruktur 2011
Nach den Erhebungen des Zensus 2011 lebten am Stichtag dem 9. Mai 2011 in Altenhain 342 Einwohner. Darunter waren 9 (2,6 %) Ausländer. Nach dem Lebensalter waren 45 Einwohner unter 18 Jahren, 117 zwischen 18 und 49, 90 zwischen 50 und 64 und 97 Einwohner waren älter. Die Einwohner lebten in 165 Haushalten. Davon waren 45 Singlehaushalte, 60 Paare ohne Kinder und 42 Paare mit Kindern, sowie 12 Alleinerziehende und 3 Wohngemeinschaften. In 48 Haushalten lebten ausschließlich Senioren und in 90 Haushaltungen lebten keine Senioren.

### Einwohnerentwicklung
| • 1791: | 193 Einwohner                      |
| • 1800: | 208 Einwohner                      |
| • 1806: | 223 Einwohner, 36 Häuser           |
| • 1829: | 271 Einwohner, 53 Häuser           |
| • 1867: | 337 Einwohner, 67 bewohnte Gebäude |
| • 1875: | 347 Einwohner, 67 bewohnte Gebäude |

| Altenhain: Einwohnerzahlen von 1791 bis 2011 | Altenhain: Einwohnerzahlen von 1791 bis 2011 | Altenhain: Einwohnerzahlen von 1791 bis 2011 | Altenhain: Einwohnerzahlen von 1791 bis 2011 | Altenhain: Einwohnerzahlen von 1791 bis 2011 |
| --- | -------------------------------------------- | -------------------------------------------- | -------------------------------------------- | -------------------------------------------- |
| Jahr |                                              |                                              |                                              | Einwohner                                    |
| 1791 | 1791                                         |                                              | 193                                          | 193                                          |
| 1800 | 1800                                         |                                              | 208                                          | 208                                          |
| 1806 | 1806                                         |                                              | 223                                          | 223                                          |
| 1829 | 1829                                         |                                              | 271                                          | 271                                          |
| 1834 | 1834                                         |                                              | 287                                          | 287                                          |
| 1840 | 1840                                         |                                              | 326                                          | 326                                          |
| 1846 | 1846                                         |                                              | 339                                          | 339                                          |
| 1852 | 1852                                         |                                              | 342                                          | 342                                          |
| 1858 | 1858                                         |                                              | 338                                          | 338                                          |
| 1864 | 1864                                         |                                              | 314                                          | 314                                          |
| 1871 | 1871                                         |                                              | 332                                          | 332                                          |
| 1875 | 1875                                         |                                              | 347                                          | 347                                          |
| 1885 | 1885                                         |                                              | 316                                          | 316                                          |
| 1895 | 1895                                         |                                              | 316                                          | 316                                          |
| 1905 | 1905                                         |                                              | 305                                          | 305                                          |
| 1910 | 1910                                         |                                              | 319                                          | 319                                          |
| 1925 | 1925                                         |                                              | 309                                          | 309                                          |
| 1939 | 1939                                         |                                              | 330                                          | 330                                          |
| 1946 | 1946                                         |                                              | 425                                          | 425                                          |
| 1950 | 1950                                         |                                              | 405                                          | 405                                          |
| 1956 | 1956                                         |                                              | 354                                          | 354                                          |
| 1961 | 1961                                         |                                              | 328                                          | 328                                          |
| 1967 | 1967                                         |                                              | 301                                          | 301                                          |
| 1970 | 1970                                         |                                              | 310                                          | 310                                          |
| 1980 | 1980                                         |                                              | ?                                            | ?                                            |
| 1990 | 1990                                         |                                              | ?                                            | ?                                            |
| 2011 | 2011                                         |                                              | 347                                          | 347                                          |
| Datenquelle: Historisches Gemeindeverzeichnis für Hessen: Die Bevölkerung der Gemeinden 1834 bis 1967. Wiesbaden: Hessisches Statistisches Landesamt, 1968. Weitere Quellen: ; Zensus 2011 |                                              |                                              |                                              |                                              |

### Historische Religionszugehörigkeit
| • 1829: | 271 evangelische (= 100 %) Einwohner                              |
| • 1961: | 311 evangelische (= 94,82 %), 17 katholische (= 5,18 %) Einwohner |

## Politik
Für den Stadtteil Altenhain besteht ein Ortsbezirk (Gebiete der ehemaligen Gemeinde Altenhain) mit Ortsbeirat und Ortsvorsteher nach der Hessischen Gemeindeordnung.
Der Ortsbeirat besteht aus neuen Mitgliedern. Bei den Kommunalwahlen in Hessen 2021 betrug die Wahlbeteiligung zum Ortsbeirat 58,98 %. Alle Kandidaten gehörten der „Bürgerliste Altenhain“ an. Der Ortsbeirat wählte Michael Weber zum Ortsvorsteher.

## Kultur und Infrastruktur
- Die Alte Schule, 1906 erbaut. Sie wird heute als evangelische Kirche mit Kirchensaal sowie Gemeindesaal nebst zwei Jugendräumen genutzt.
- Das Alte Backhaus in der Ortsmitte.
- Weiterhin gibt es am nordöstlichen Ortsrand von Altenhain ein Dorfgemeinschaftshaus, das Feuerwehrhaus und den Sport- und Festplatz.